# Fusil Tigre
El fusil Tigre fue una copia española del Winchester Modelo 1892, fabricada por la empresa eibarresa Gárate, Anitua y Cía. entre 1915 y 1937.

## Historia
Parece ser que las intensas actividades mercantiles del agente de la Winchester en España durante las décadas de 1870 y 1880 popularizaron el fusil Tigre. Entre estas actividades figuraron la visita de Oliver Winchester a España y otros países europeos. Tras exhaustivas pruebas y varios cambios de diseño, 230 carabinas Winchester Modelo 1873 (con cañones de 22 pulgadas, alzas graduadas en metros, baqueta entera y culata tipo "full") fueron vendidas a las Fuerzas Armadas españolas para ser empleadas por la Caballería y los Guardias Reales en la década de 1870. Estas son consideradas antecesoras evolucionadas de la carabina Winchester Modelo 1876, más conocida por haber sido empleada por la Policía Montada Canadiense. Más de 2.500 fueron fabricados bajo licencia por la Fábrica Nacional de Armas de Oviedo durante la década de 1890, para mantener activo al personal hasta la llegada de las modernas maquinarias necesarias para producir el fusil Mauser Modelo 1893. Estas armas empleaban algunas mejoras del Winchester Modelo 1876, pero eran de calibre 11 mm (.44) y tenían un mecanismo más delgado. Las carabinas fueron fabricadas para la Caballería y el 14.º Regimiento de la Guardia Civil. Los fusiles fueron fabricados para otros usuarios, tales como Academias Militares. Después de 1893, una cantidad desconocida de carabinas fueron producidas por diversas empresas armeras eibarresas, pero estas, según Madis, eran de calidad inferior respecto a los modelos fabricados en Oviedo.

## Origen y producción
Los primeros modelos fueron producidos por Gárate y Anitua en 1915, pero parece ser que la producción fue interrumpida por la guerra. Al haber pasado la mayor parte de la Primera Guerra Mundial suministrando revólveres de grueso calibre basados en diseños de Smith & Wesson y la pistola Ruby calibre 7,65 x 17 a los Aliados, la empresa empezó a comercializar los primeros fusiles Tigre en 1923.  
Los fusiles Tigre fueron calibrados para el cartucho .44-40 Winchester (conocido en España como el .44 Largo) y tenían un cañón de 22 pulgadas (como las anteriores carabinas 1873/1876) marcado con el nombre del fabricante, calibre y la imagen de un tigre. La culata era de nogal, tenía una longitud de 12 3/4 pulgadas y una cantonera metálica en forma de semiluna, con una trampilla que protegía el depósito de la baqueta articulada. Tenía un punto de mira tipo "hoja" ajustable en horizontal, generalmente montado sobre la abrazadera delantera del cañón según una vieja práctica militar española. Iba equipado con un alza tangencial plegable, similar a la del fusil Mauser 1893 y graduada hasta 1000 m.
Este fusil fue fabricado tanto para empleo civil como policial, pero dejando de lado su empleo como arma de emergencia durante la guerra civil española, nunca fue empleado como arma militar. Fueron producidos más de un millón para ventas particulares (principalmente cazadores), guardabosques, policías y guardias de prisiones o vigilantes de empresas, que necesitaban un arma compacta pero con largo alcance para emplearla en espacios estrechos (por ejemplo, la División Ferroviaria de la Guardia Civil a partir de marzo de 1926). El cartucho .44-40 de pólvora negra era adecuado para cazar la mayor parte de piezas de la fauna española. También se exportaron varios fusiles para las fuerzas policiales o guardias de prisión de diversos países latinoamericanos, difundiendo la errónea creencia que el fusil Tigre fue fabricado en México u otro país latinoamericano entre los estadounidenses coleccionistas de armas.
A partir de la década de 1940, el fusil Tigre fue reemplazado por carabinas de cerrojo como la Destroyer y subfusiles que empleaban el cartucho 9 mm Largo. Grandes cantidades de este fusil fueron exportadas como armamento sobrante a los Estados Unidos en las décadas de 1950 y 1960, correspondiendo con el aumento del interés por la historia del Oeste y el coleccionismo de armas.
Los fusiles Tigre frecuentemente aparecen en fotografías de la guerra civil española, habitualmente en manos de milicianos, policías o unidades de retaguardia; como dato curioso existe una fotografía del Presidente del Consejo de Ministros Largo Caballero con una carabina de este tipo en una visita al frente.